# اوسی‌کاوپونکی
اوسی‌کاوپونکی یکی از شهرهای فنلاند است.